# Gran Premi d'Itàlia del 1974
Resultats del Gran Premi d'Itàlia de Fórmula 1 de la temporada 1974 disputat al circuit de Monza el 8 de setembre del 1974.

## Resultats
| Pos | No | Pilot                | Equip               | Voltes | Temps/ Retirada | Pos. de sortida | Punts |
| --- | -- | -------------------- | ------------------- | ------ | --------------- | --------------- | ----- |
| 1   | 1  | Ronnie Peterson      | Lotus - Ford        | 52     | 1h 22' 56. 6    | 7               | 9     |
| 2   | 5  | Emerson Fittipaldi   | McLaren - Ford      | 52     | + 0.8 s         | 6               | 6     |
| 3   | 3  | Jody Scheckter       | Tyrrell - Ford      | 52     | + 24.7 s        | 12              | 4     |
| 4   | 20 | Arturo Merzario      | Iso Marlboro - Ford | 52     | + 1' 27.7 min.  | 15              | 3     |
| 5   | 8  | Carlos Pace          | Brabham - Ford      | 51     | + 1 Volta       | 3               | 2     |
| 6   | 6  | Denny Hulme          | McLaren - Ford      | 51     | + 1 Volta       | 19              | 1     |
| 7   | 28 | John Watson          | Brabham - Ford      | 51     | + 1 Volta       | 4               |       |
| 8   | 26 | Graham Hill          | Lola - Ford         | 51     | + 1 Volta       | 21              |       |
| 9   | 33 | David Hobbs          | McLaren - Ford      | 51     | + 1 Volta       | 23              |       |
| 10  | 16 | Tom Pryce            | Shadow - Ford       | 50     | + 2 Voltes      | 22              |       |
| 11  | 4  | Patrick Depailler    | Tyrrell - Ford      | 50     | + 2 Voltes      | 10              |       |
| Ret | 11 | Clay Regazzoni       | Ferrari             | 40     | Motor           | 5               |       |
| Ret | 12 | Niki Lauda           | Ferrari             | 32     | Motor           | 1               |       |
| Ret | 2  | Jacky Ickx           | Lotus - Ford        | 30     | Accelerador     | 16              |       |
| Ret | 27 | Rolf Stommelen       | Lola - Ford         | 25     | Suspensions     | 14              |       |
| Ret | 21 | Jacques Laffite      | Iso Marlboro - Ford | 22     | Motor           | 17              |       |
| Ret | 17 | Jean-Pierre Jarier   | Shadow - Ford       | 19     | Motor           | 9               |       |
| Ret | 10 | Vittorio Brambilla   | March - Ford        | 16     | Accident        | 13              |       |
| Ret | 29 | Tim Schenken         | Trojan - Ford       | 15     | Caixa canvi     | 20              |       |
| Ret | 7  | Carlos Reutemann     | Brabham - Ford      | 12     | Caixa canvi     | 2               |       |
| Ret | 9  | Hans Joachim Stuck   | March - Ford        | 11     | Xassís          | 18              |       |
| Ret | 15 | Henri Pescarolo      | BRM                 | 3      | Motor           | 25              |       |
| Ret | 24 | James Hunt           | Hesketh - Ford      | 2      | Motor           | 8               |       |
| Ret | 37 | François Migault     | BRM                 | 1      | Caixa canvi     | 24              |       |
| Ret | 14 | Jean-Pierre Beltoise | BRM                 | 0      | Part Elèctrica  | 11              |       |
| NVQ | 19 | José Dolhem          | Surtees - Ford      |        |                 |                 |       |
| NVQ | 31 | Carlo Facetti        | Brabham - Ford      |        |                 |                 |       |
| NVQ | 18 | Derek Bell           | Surtees - Ford      |        |                 |                 |       |
| NVQ | 25 | Mike Wilds           | Ensign - Ford       |        |                 |                 |       |
| NVQ | 30 | Chris Amon           | Amon - Ford         |        |                 |                 |       |
| NVQ | 23 | Leo Kinnunen         | Surtees - Ford      |        |                 |                 |       |

## Altres
- Pole: Niki Lauda 1' 33. 16

- Volta ràpida: Carlos Pace 1' 34. 2 (a la volta 46)